# Pyrilia pulchra
Il pappagallo facciarosa (Pyrilia pulchra Berlepsch, 1897) è un uccello della famiglia degli Psittacidi. Simile alla Pionopsitta pileata nella forma e nella taglia, attorno ai 23 cm, con colorazione base verde, presenta spalline rosse e gialle con segni giallo-rossi ampi nella parte inferiore dell'ala, remiganti blu e un evidente dimorfismo sessuale: il maschio ha un cappuccio marrone che copre testa e collo, arrivando fino al petto e una zona rosata sulla corona e sulle zone perioculare e periauricolare; la femmina invece ha la testa verde con segno rosato tra occhio e zona auricolare e colorazione bruna su guance, gola e parte alta del petto. Vive nelle foreste secondarie e in quelle a galleria e costiere, fino ai 2100 metri di quota, in Colombia ed Ecuador.